# بطولة ويمبلدون 1907
قائمة ببطولات ويمبلدون لسنة 1907:**ويمبلدون 1907، أحد أقدم بطولات التنس في العالم!**
هذه هي قائمة الفائزين ببطولات ويمبلدون لسنة 1907:
- - فردي الرجال:**

- الفائز:  نورمان بروكس (أستراليا)
- الوصيف:  آرثر جور نيثير (بريطانيا)
- - فردي السيدات:**

- الفائزة:  ماي بونتون (بريطانيا)
- الوصيفة:  دوروثيا دوجلاس تشامبرز (بريطانيا)
- - زوجي الرجال:**

- الفائزون:  نورمان بروكس (أستراليا) و  أنتوني ويلدينغ (نيوزيلندا)
- الوصيفون:  كارل بيهرز (ألمانيا) و  أرتورز جور (بريطانيا)
- - زوجي السيدات:**

- الفائزةتان:  دوروثيا دوجلاس تشامبرز (بريطانيا) و  أغنيس مورتون (بريطانيا)
- الوصيفاتان:  بلانش بيلي (بريطانيا) و  شارلوت كوبر (بريطانيا)

## فردي رجال
نورمان بروكيس هزم  أرثر جور. النتيجة: 6-4 6-2 6-2

## فردي سيدات
ماي سوتون هزمت  دوروثيا لامبيرت تشامبيرس. النتيجة: 6-1, 6-4